# Do You Believe in Magic (canción)
«Do you believe in magic» es una canción de la banda de rock estadounidense the Lovin' Spoonful, escrita por John Sebastian en 1965. El sencillo alcanzó el puesto número 9 en la lista Billboard de los Hot 100. En 1978, Shaun Cassidy alcanzó el top 40 con su versión.

## La versión de the Lovin' Spoonful

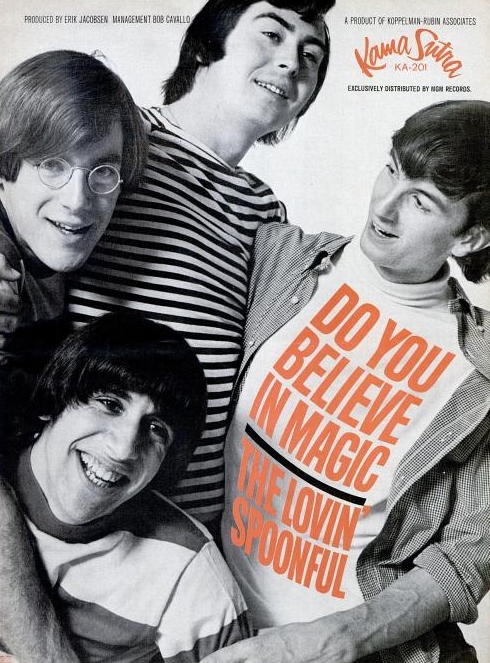
Anuncio comercial de Billboard para la canción.

En 1965, The Lovin' Spoonful originalmente grabó y lanzó la canción como el primer sencillo de su álbum de estudio debut Do You Believe in Magic. El sencillo fue bien recibido por el público y se convirtió en un éxito, entrando entre los diez primeros puestos de la lista Hot 100 de Billboard, en concreto el número 9. Según la letra, la «magia» a la que se hace referencia en el título es el poder de la música para brindar felicidad y libertad tanto a quienes la hacen como a quienes la escuchan. El baterista de sesión, Gary Chester, tocó la pandereta en esta canción. La versión de the Lovin' Spoonful ocupó el puesto 216 en la lista de Rolling Stone de las 500 mejores canciones de todos los tiempos. Billboard dijo sobre el lanzamiento del sencillo original que «el número de pulsaciones del ritmo con sabor a folk sirve como un debut fuerte y emocionante para el nuevo grupo en la línea de The Byrds». Cash Box lo describió como un «romance alegre y juvenil con un riff bailable y contagioso». 
En un DVD de 2007 titulado «The Lovin' Spoonful with John Sebastian - Do You Believe in Magic», el autor Sebastian ilustra cómo aceleró la introducción de tres acordes de «Heat Wave» de Martha and the Vandellas para crear la introducción de «Do you belive in magic».
«Do you believe in magic» apareció en Tú a Londres y yo a California, American Pie, Date Movie, Temple Grandin y Super Mario Bros. Super Show!. La versión original también fue el tema principal de la serie de televisión de corta duración State of Grace . La canción también aparece de manera significativa en la película de Jim Sheridan En America, cuando una familia de inmigrantes irlandeses, que entró a los EE. UU. con falsos pretextos, llega a la ciudad de Nueva York por primera vez.

En 2012, la versión de the Lovin 'Spoonful se usó en el tráiler oficial «Conoce al Pyro» del videojuego de disparos en primera persona Team Fortress 2. Como comenta un Spy BLU preocupado: «Uno se estremece al imaginar qué pensamientos inhumanos se esconden detrás de esa máscara... ¿Qué sueño de crueldad crónica y permanente?», la cámara hace zum en el ojo del Pyro, revelando que en realidad cree que está en un mundo de fantasía y utopía, mientras se reproducen fragmentos de la canción de fondo a medida que cambia entre su mente y lo que realmente está sucediendo.
| Gráfica (1965)           | Mejor posición |
| ------------------------ | -------------- |
| Canadian RPM Top Singles | 3              |
| US Billboard Hot 100     | 9              |

| Gráfica (1965)       | Posición |
| -------------------- | -------- |
| US Billboard Hot 100 | 89       |

## Versión de Shaun Cassidy
«Do you believe in magic» se convirtió nuevamente en un éxito entre los cuarenta primeros en 1978, tanto en EE. UU. como en Canadá, cuando Shaun Cassidy lanzó su versión como sencillo. La versión de Cassidy alcanzó el número 31 en la lista Billboard Hot 100. La canción fue el segundo gran remake de Cassidy de un éxito de la década de 1960, siendo el primero «Da Doo Ron Ron» de su LP anterior.
| Gráfica (1978)         | Mejor posición |
| ---------------------- | -------------- |
| Canada RPM Top Singles | 39             |
| U.S. Billboard Hot 100 | 31             |
| U.S. Cash Box Top 100  | 37             |

| Gráfica (1978)                    | Posición |
| --------------------------------- | -------- |
| U.S. (Joel Whitburn's Pop Annual) | 186      |

## Versión de Aly y AJ
«Do you believe in magic» fue versionada por el dúo estadounidense de pop rock y Aly & AJ. Su versión de la canción fue para la película de «Aly now you see it...», y también apareció en la película de Disney de 2007 «Papá por sorpresa», así como en su álbum de estudio debut, Into the Rush, además de una aparición en la banda sonora de 2009 del programa de televisión Los magos de Waverly Place. El video muestra a Aly y AJ actuando con guitarras acústicas en su loft, abrazando a su perro, tomando fotos con Polaroid y luego pintando con los dedos.

### Historial de versiones
| Fecha                 | País           | Formato          | Etiqueta          |
| --------------------- | -------------- | ---------------- | ----------------- |
| 15 de febrero de 2005 | Estados Unidos | CD               | Hollywood Records |
| 5 de junio de 2006    | Bélgica        | CD               | Hollywood Records |
| 5 de junio de 2006    | Reino Unido    | Descarga digital | EMI               |

### Gráfica
| Gráfica (2005)                                  | Posición más alta |
| ----------------------------------------------- | ----------------- |
| Sencillos más vendidos en EE. UU. ( Billboard ) | 2                 |